# Государственный гимн
Государственный гимн (также национальный гимн, национальная песня) — торжественная патриотическая музыкальная композиция, признанная правительством страны одним из государственных символов в качестве официальной национальной песни. Большинство национальных песен написаны в стиле марша или гимна, вызывают гордость и уважение к истории страны, отражает традиции и борьбу её народа.

## История

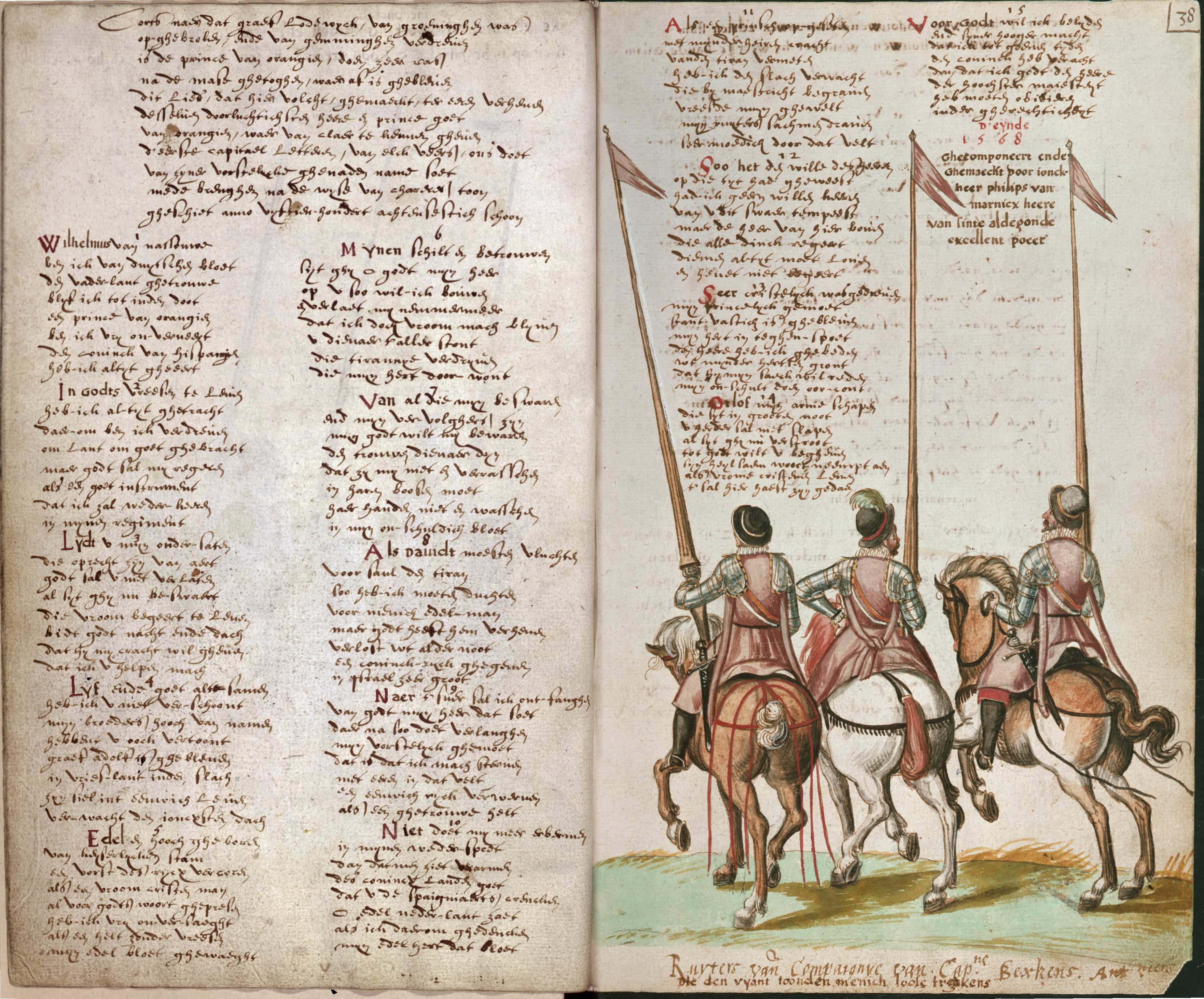
Ранняя версия «Вильхельмус», сохранившаяся в рукописи 1617 (Брюссель, Королевская библиотека, MS 15662, Fol. 37V-38R)

Самым старым национальным гимном считается японский гимн «Кимигаё». Его текст взят из сборника стихотворений периода Хэйан (794—1185), однако музыка к нему была написана приблизительно в 1880 году.
Национальные гимны появились в Европе в XIX веке с возникновением национальных государств, но некоторые из гимнов возникли намного раньше. Старейшим национальным гимном считается Гимн Нидерландов, который называется «Вильгельмом». Его стихи были написаны между 1568 и 1572 годами во время Нидерландской революции. Нынешний вариант мелодии был написан приблизительно в 1626 году. Этот марш оранжистов был популярен в XVII веке, но в качестве официального государственного гимна Нидерландов он был утверждён только в 1932 году.
Один из самых известных государственных гимнов, — государственный гимн Великобритании, впервые был исполнен в 1619 году под названием «Боже, храни короля». Его исполняют на публичных и торжественных мероприятиях, а также в присутствии монарха. Этот гимн не объявлен официально государственным гимном Великобритании, хотя он стал таковым, благодаря обычаю и постоянному использованию.
Другой довольно известный государственный гимн «Марсельеза» был написан в 1792 году Клоддом Жозефом Руже де Лилем и принят в качестве национального гимна Франции в 1795 году.
Одним из первых официально принятых государственных гимнов (в 1770 году) был государственный гимн Испании Марча Реал («Королевский марш»), написанный в 1761 году.
В 1780 году в Дании в качестве королевского гимна была принята песня Kong Christian stod ved højen mast («Король Кристиан стоял возле высокой мачты»). В Дании, кроме королевского гимна существует национальный Der er et yndigt land («Эта прекрасная земля»). Национальный гимн также имеет статус государственного. В церемониях с участием членов королевского дома и в военных церемониях исполняется королевский гимн, а для гражданских церемоний предназначен национальный гимн. В особо торжественных случаях и на церемониях, имеющих смешанный формат, исполняются оба гимна.
Филиппинский национальный гимн Lupang Hinirang («Избранная земля») был написан как мелодия без слов в 1898 году для церемонии провозглашения независимости островов от Испанской империи. Слова гимна были взяты из поэмы на испанском языке «Филиппины», а на тагальский язык его перевели только в 1962 году.
Первой восточноевропейской нацией, у которой появился национальный гимн, стало Княжество Сербия, которое образовалось в ходе Первого сербского восстания (1804—1813). Песня «Восстань, Сербия!» была объявлена его гимном в 1804 году.
Одним из первых национальных гимнов, который был специально заказан, является гимн Кении Ee Mungu Nguvu Yetu («О, Бог Всетворящий»). Гимн был написан на языке суахили специальной комиссией в 1963 году для того, чтобы служить гимном страны после объявления независимости от Соединённого Королевства.

## Языки

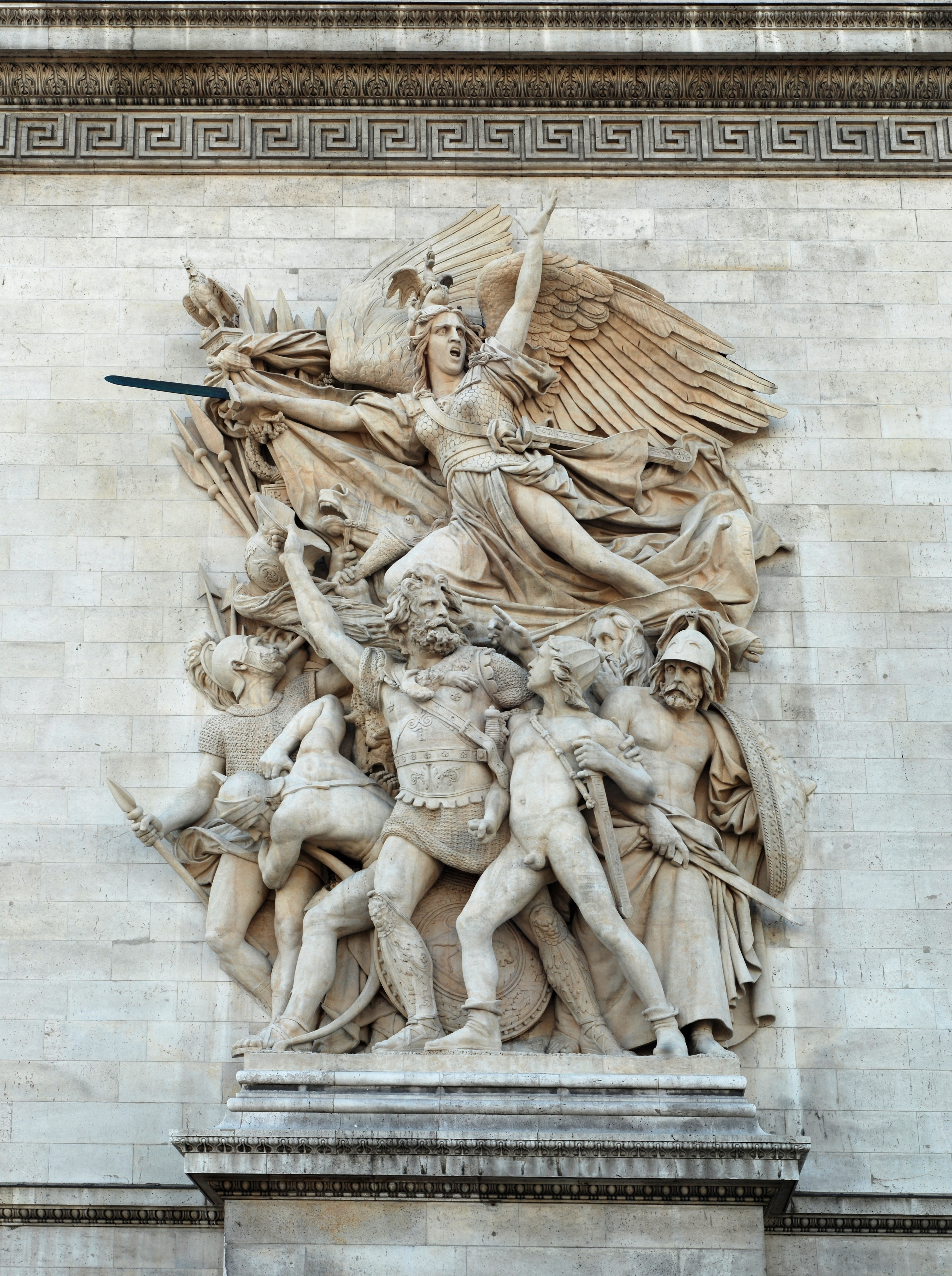
Марсельеза. Барельеф на Триумфальной арке в Париже

Государственный гимн чаще всего исполняется на национальном или наиболее распространённом языке страны. Государства, имеющие более, чем один национальный язык, могут иметь и несколько версий своего гимна, например:
- «Швейцарский псалом», национальный гимн Швейцарской конфедерации, имеет четыре текста на каждом из четырёх официальных языков страны (французском, немецком, итальянском и романшском).
- Государственный гимн Бельгии (La Brabançonne/De Brabançonne/Das Lied von Brabant) исполняется на трех языках: первая строфа на нидерландском (самый распространённый язык, является этническим языком германского народа фламандцев, носителей — около 55 % населения страны), вторая на французском (также очень распространённый, более 40 %, носители — романский народ валлоны), третья исполняется на немецком (тоже германский язык, носители — этнические немцы, менее 1 % населения Бельгии); припев исполняется на всех трёх языках, по строке. Существует официальная трёхъязычная версия гимна.
- Государственный гимн Канады, песня O Canada первоначально была написана на французском языке. Сейчас в Канаде имеется два официальных текста национального гимна на английском и французском языках, которые не являются переводами друг друга. Часто гимн Канады исполняется на обоих языках сразу, одна строфа по-французски, следующая по-английски. Существует также текст на языке инуктитут.
- «Песня солдата», национальный гимн Ирландии был первоначально написан и исполнялся на английском языке. Перевод этого текста на ирландский язык не считается официальным гимном страны, хотя почти всегда исполняется в качестве гимна.
- Национальный гимн Южно-Африканской республики — уникален, поскольку в стране в настоящее время имеется одиннадцать официальных языков. Все эти языки объединены в одном гимне, который, к тому же, составлен из трёх разных песен. Первые два куплета взяты из неофициального гимна Африканского национального конгресса Nkosi Sikelel' iAfrika, при этом половина первого куплета исполняется на языке коса, а другая — на языке зулу, второй куплет исполняется на сесото, третий куплет является первым куплетом песни на языке африкаанс Die Stem van Suid-Afrika («Голос Южной Африки»), четвёртый куплет исполняется по-английски.
- В одном из двух официальных национальных гимнов Новой Зеландии, «Бог защитит Новую Зеландию», в настоящее время первый куплет исполняется на языке маори, а второй — на английском языке. При этом слова каждого из куплетов не являются прямым переводом другого.
- Гимн God Bless Fiji имеет тексты на английском и фиджийском языках, которые не являются переводами друг друга. При этом официальная, фиджийская версия поётся редко, а на международных мероприятиях обычно исполняется версия на английском языке.
- В Сингапуре имеются четыре официальных языка, при этом английский является языком межнационального общения. Тем не менее в 13-й главе Конституции Республики Сингапур говорится, что национальным языком является малайский язык в написании латиницей. Поэтому национальный гимн «Мажула Сингапур» написан на малайском языке, и исполняется по-малайски, несмотря на то, что малайцы в Сингапуре являются меньшинством.
- Есть несколько стран, которые не имеют официальных текстов своих национальных гимнов. Так текст государственного гимна Испании Марча Реал («Королевский марш») было решено не исполнять после прекращения диктатуры Франциско Франко в начале 1980-х годов. В 2007 году был проведён национальный конкурс на написание новых слов, но победитель в этом конкурсе выбран не был[4]. Другие национальные гимны без слов — Inno Nazionale della Repubblica, национальный гимн Сан-Марино, а также гимн Косово под названием «Европа», слова которого написаны на албанском языке и потому, в силу сложной этнической обстановки в республике, не исполняются.
- Государственный гимн Индии «Джанаганамана» исполняется на санскритизированном бенгальском языке. Его слова — первая строфа стихотворения, написанного Рабиндранатом Тагором.
- Несмотря на то, что наиболее распространённым языком в Уэльсе является английский, уэльский региональный гимн Hen Wlad Fy Nhadau поётся на валлийском языке.
- Государственный гимн Финляндии Maamme был сначала написан на шведском, а затем переведён на финский. В настоящее время он поётся на обоих языках, так как в стране есть говорящее по-шведски меньшинство, составляющее около 6 %.

## Музыкальный лад гимнов
Большинство национальных песен написаны, как торжественный марш или гимн. В странах Европы, Центральной Азии и Латинской Америки государственные гимны стремились приблизить к оперным произведениям. В странах Ближнего Востока, Океании, Африки и Карибского бассейна используют более «демократические мелодии».
В то время как большинство национальных гимнов написаны в мажоре, есть ряд заметных исключений. Например, нижеперечисленные гимны в миноре:
- «Мила Родино» (Болгария)
- Nad Tatrou sa blýska (Словакия)
- «Эльс Сегадорс» (Каталония)
- «Ха-тиква» (Израиль)
- «Суруди Милли» (Таджикистан)
- Մեր հայրենիք (Армения)
- Azərbaycan marşı (Азербайджан)
- «Мавтини» (Ирак)
- Deșteaptă-te, române! (Румыния)
- Менің Қазақстаным (Казахстан)
- «Ще не вмерла Украина» (Украина)
- Sayaun Thunga Phool Ka (Непал)
- «Афганский национальный гимн» (Афганистан)
- «Гимн Черифиана» (Марокко)
- «Истикляль Марши» (Турция)
- Ee Mungu Nguvu Yetu (Кения)

В этих гимнах используются пентатонический звукоряд:
- «Кимигаё» (Япония)
- Wodefit Gesgeshi, Widd Innat Ityopp’ya (Эфиопия)
- Ertra, Ertra, Ertra (Эритрея)
- «Колоба Аланкид» (Сомали)
- «Джибути» (Джибути)
- Ee Mungu Nguvu Yetu (Кения)
- «Друк Цендхен» (Бутан)
- «Нокор Рич» (Камбоджа)

И эти гимны имеют уникальные музыкальные лады:
- Garaşsyz, Bitarap Türkmenistanyň Döwlet Gimni (Туркменистан) использует миксолидийский лад
- «Афганский национальный гимн» использует параллельную ключевую модуляцию
- «Выковано из любви к свободе» (Тринидад и Тобаго) начинает исполняться в миноре, а затем переходит на мажорный лад
- «Хумат ад-Дияр» (Сирия) мажорный и минорный лады неоднократно модулируются
- «Гимн Мавритании» (Мавритания)

## Создатели

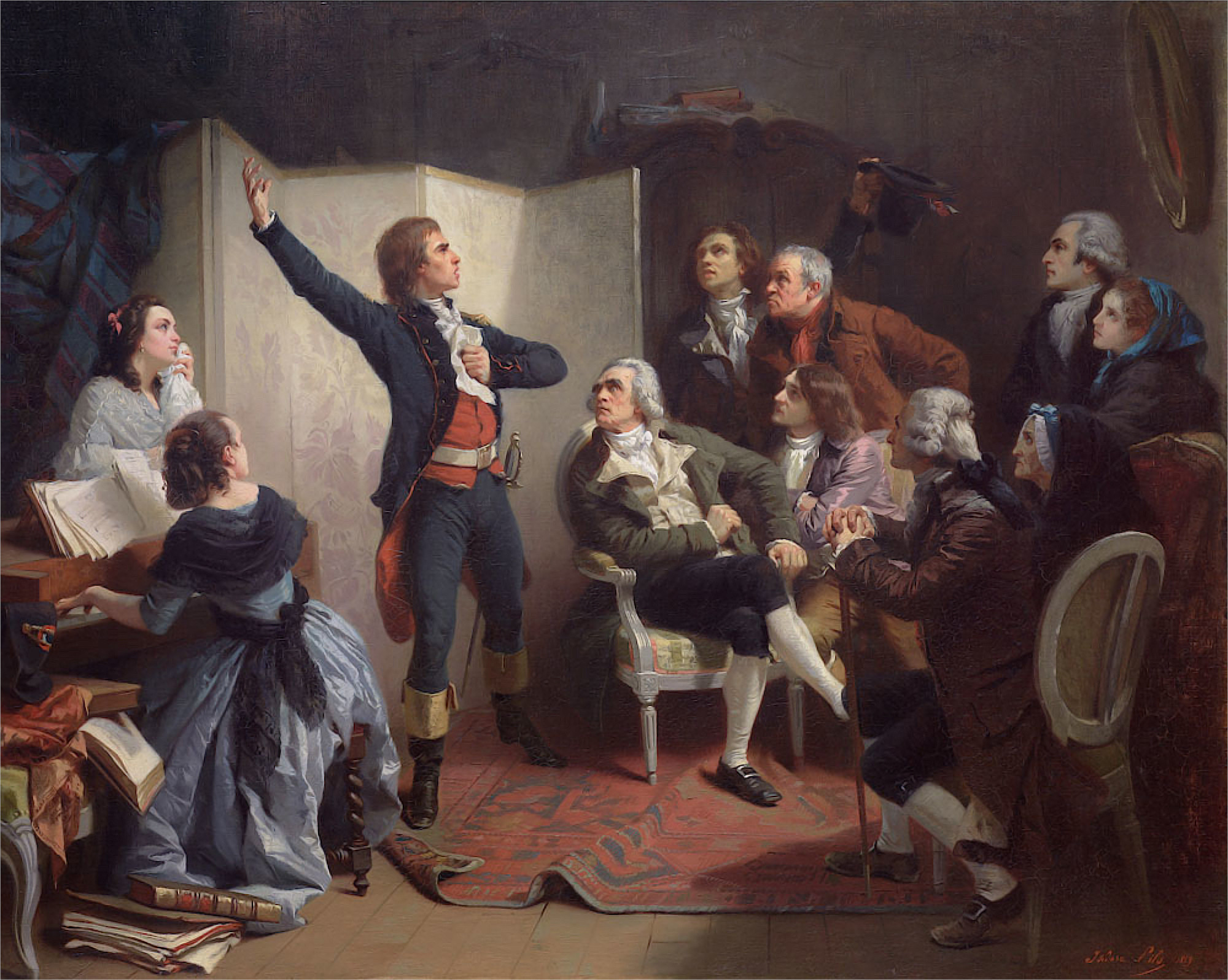
Художник И. Пильс. Руже де Лиль впервые исполняет «Песню рейнской армии» (позже названную «Марсельезой»)

Большинство самых известных национальных гимнов были написаны малоизвестными или совсем неизвестными композиторами, такими как Клод Жозеф Руже де Лиль, написавший музыку «Марсельезы» и Джон Стаффорд Смит, который написал мелодию для «Анакреонической песни», которая стала затем мелодией государственного гимна США «Звёздно-полосатое знамя». Автор «Боже, храни короля», одного из старейших и самых известных гимнов в мире, неизвестен.
Очень немногие страны имеют государственный гимн, написанный всемирно известным композитором. Исключение составляют Германия, чей гимн Das Lied der Deutschen использует мелодию, написанную Иосифом Гайдном, и Австрия, чей национальный гимн Land der Berge, Land am Strome иногда приписывают Вольфгангу Амадею Моцарту. Также музыку гимна Армянской ССР написал Арам Хачатурян.
Музыка «Папского гимна», гимна Ватикана, была написана в 1869 году Шарлем Гуно для золотого юбилея священнического рукоположения папы Пия IX.
Комитет, которому поручено выбрать национальный гимн для Малайзии после обретения независимости, решил пригласить избранных композиторов с международной репутацией для представления сочинений для рассмотрения, в том числе Бенджамина Бриттена, Уильяма Уолтона, Джана Карло Менотти и Зубира Саида, который позже написал «Маджулу Сингапур», национальный гимн Сингапура. Ни один из перечисленных композиторов не был признан подходящим для написания гимна страны.
В нескольких гимнах есть слова нобелевских лауреатов по литературе. Первый азиатский лауреат, Рабиндранат Тагор, написал слова и музыку «Джана Гана Мана» и «Амар Шонар Бангла», позже принятые в качестве национальных гимнов Индии и Бангладеш соответственно. Бьёрнстьерне Бьёрнсон написал текст для норвежского национального гимна Ja, vi elsker dette landet («Да, мы любим край родимый»).
Гимны ряда стран были написаны местными общественными и политическими деятелями. Например, слова гимна Колумбии были написаны бывшим президентом и поэтом Рафаэлем Нуньесом, который также написал первую конституцию страны. В Либерии национальный гимн написал её третий президент Даниэль Башил Уорнер, в Буркина-Фасо автором государственного гимна стал Тома Санкара, глава государства в 1983—1987 годах.
Слова национального гимна Израиля «Ха-тиква», были первоначально стихотворением, которое в 1877 году написал Нафтали Герц Имбер. В 1888 году Шмуэль Коэн положил эти стихи на мелодию итальянской песни La Mantovana (эта мелодия была очень популярна в то время в Европе и на неё пели многие народные песни).

## Исполнение

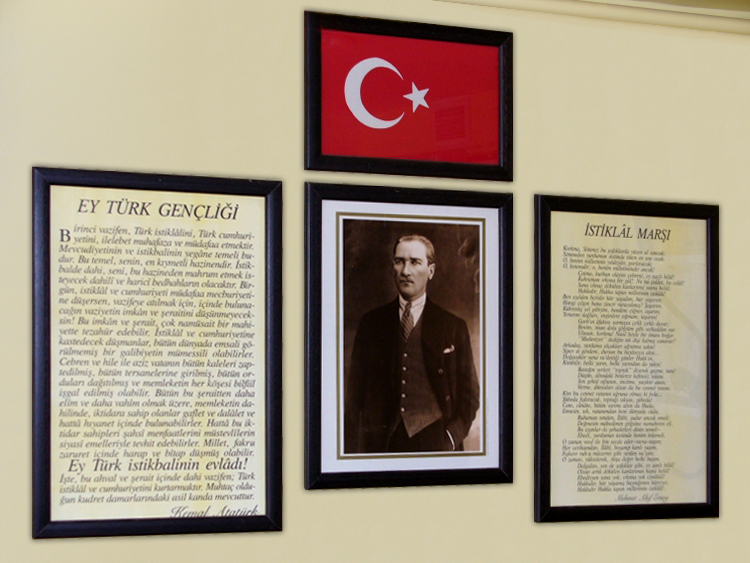
В турецких школах вывешивают плакаты со словами İstiklâl Marşı

Государственные гимны исполняются в самых разных случаях. Исполнение гимна обычно сопровождается определённым ритуалом. Обычно это военные почести, вставание, снятие головных уборов. При визитах иностранных государственных деятелей исполнение гимна их страны определено дипломатическим протоколом.
Государственные гимны исполняются на национальных праздниках и фестивалях, а также во время спортивных мероприятий. Первой страной, которая исполнила государственный гимн своей страны на спортивных соревнованиях был Уэльс. В 1905 году состоялась игра по регби между сборными Уэльса и Новой Зеландии в Лланелли. Перед матчем новозеландцы станцевали маорийский боевой танец хака. В ответ команда Уэльса спела гимн своей страны Hen Wlad Fy Nhadau. С тех пор во время спортивных соревнований исполняются государственные гимны команд-участниц, а также принимающей страны. Во время Олимпийских игр, государственный гимн исполняется в честь победителей, награждаемых золотой медалью. звучит на каждой церемонии награждения.
В некоторых странах государственный гимн исполняется учениками каждый день перед началом школьных занятий. Такой ритуал, например, принят в школах Танзании.
В некоторых странах государственный гимн может быть сыгран в театре перед спектаклем или в кино перед началом сеанса при посещении главой государства.
Многие радио- и телестанции исполняют государственный гимн утром, при начале передач, и вечером, по их окончании. Например, национальный гимн Китая звучит перед трансляцией вечерних новостей на местных телеканалах Гонконга TVB Jade и ATV Home. В Колумбии есть закон, согласно которому на каждом общественном радио- и телеканале в 6:00 и 18:00 должен исполняться гимн страны. В Таиланде, «Пхленг Чат Тхай» играется в 08:00 и 18:00 общенациональном радио.

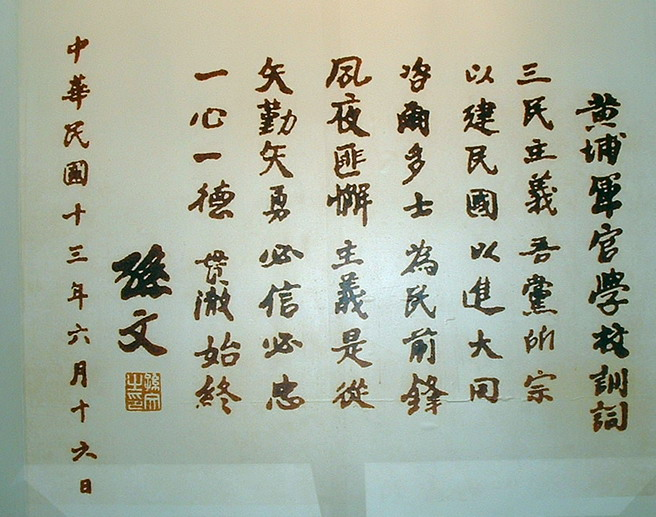
Слова Государственного гимна Китайской Республики, написанные Сунь Ят-сеном

Исполнение национального гимна за пределами страны зависит от международного признания этой страны. Например, Тайвань не был признан МОК, как отдельная страна. Поэтому с 1979 года он выступает на спортивных соревнованиях как китайский Тайбэй, а вместо его государственного гимна играют Песню национального знамени. На Тайване национальный гимн страны исполняется до поднятия и опускания флага, а во время его исполняется песня национального знамени.
В США даже в пределах одного штата граждане могут по-разному интерпретировать национальный гимн (например, в США некоторые считают, что национальный гимн США представляет уважение к погибшим солдатам и полицейским, в то время как другие считают его почитанием страны в целом).